# Duarte de Meneses (5. Gouverneur von Portugiesisch-Indien)

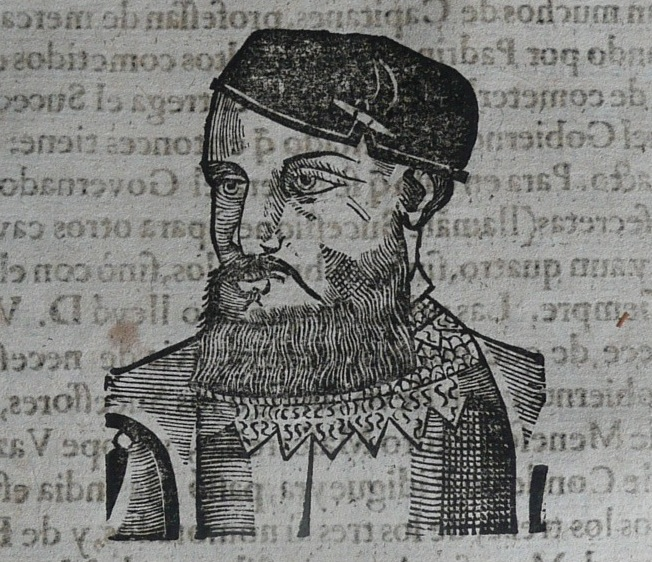
Duarte de Meneses (Porträt von 1666)

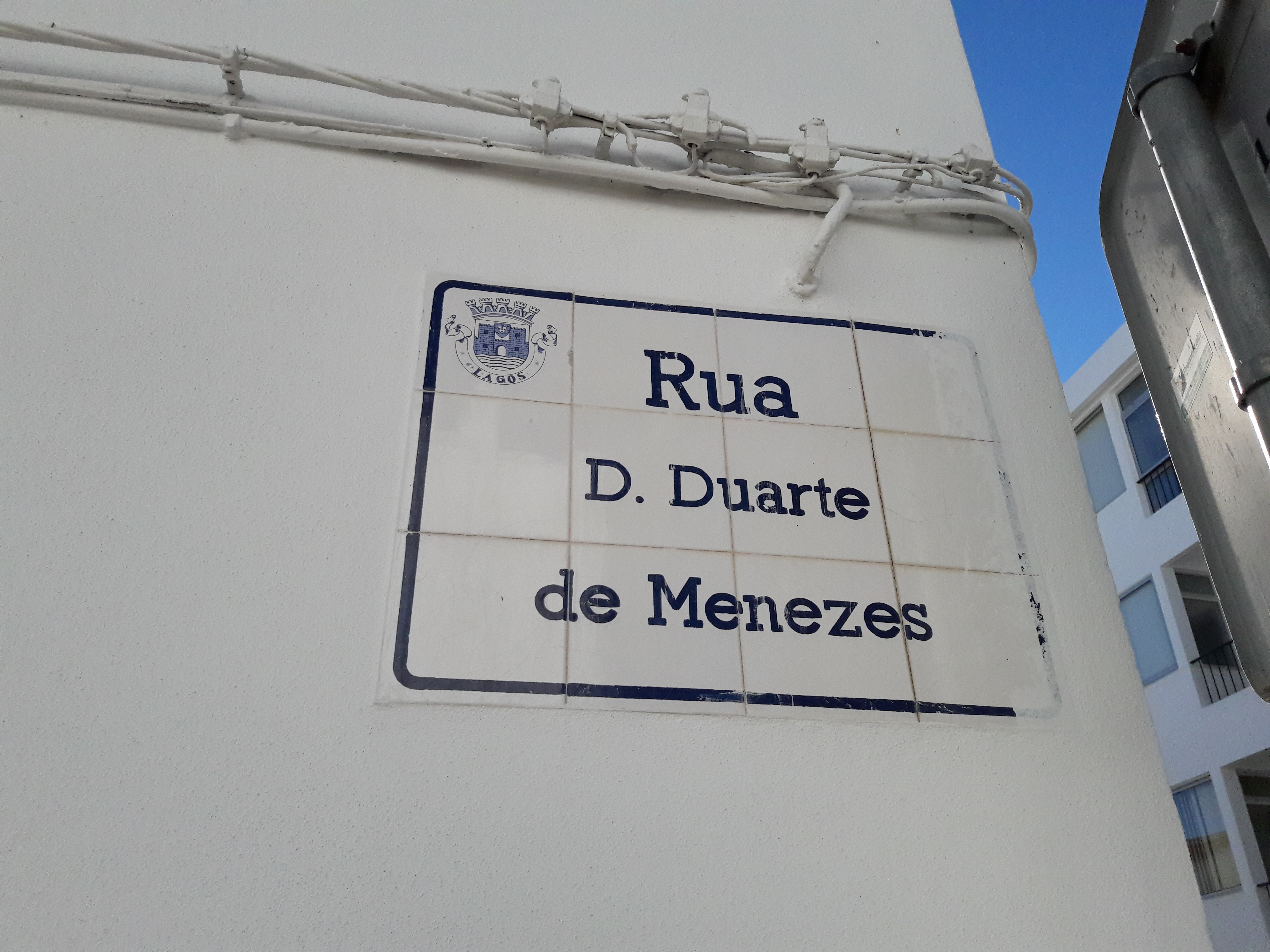
Schild der nach Duarte de Meneses benannten Straße in Lagos.

Duarte de Meneses, auch Duarte de Menezes (* vor 1488; † nach März 1539) war ein portugiesischer Offizier und Kolonialverwalter.

## Leben
Duarte de Meneses war der älteste Sohn von João de Meneses, erster Graf von Tarouca und zweifacher Gouverneur von Tanger (seit 1471 portugiesisch, im heutigen Marokko). Er war Enkel seines Namensvetters Duarte de Meneses (1414–1464), zweifacher Gouverneur von Ceuta.
1508 wurde er Nachfolger seines Vaters als Gouverneur Tangers. Nach einigen militärischen Erfolgen war er bei den Mauren danach als militärischer Gegner und harter Herrscher gefürchtet und im portugiesischen Königshaus anerkannt.
1521 wurde er nach Portugiesisch-Indien geschickt und war dort der fünfte Gouverneur von Portugiesisch-Indien. Er agierte dort jedoch glücklos, sowohl militärisch als auch politisch, und galt bald als zügelloser und käuflicher Herrscher. Sein Bruder Luís de Meneses klagte schließlich offiziell über sein Verhalten, so dass er 1524 abberufen wurde. Sein Nachfolger Vasco da Gama ließ ihn festnehmen und schickte ihn nach Portugal zurück, wo er in der Burg von Torres Vedras einsaß.
Nach sieben Jahren Haft wurde er 1531 entlassen und wieder als Gouverneur nach Tanger geschickt, wo er an seine erfolgreiche Zeit anknüpfen konnte. Vermutlich starb er dort im Jahr 1539, die letzten Aufzeichnungen über ihn stammen aus März 1539.

## Ehrungen
In der Stadt Lagos an der Algarveküste wurde eine Straße nach Duarte de Meneses benannt.